# .ae
.ae ist die länderspezifische Top-Level-Domain (ccTLD) der Vereinigten Arabischen Emirate. Sie existiert seit dem 1. Dezember 1992, seit dem Jahr 2010 gibt es auch die arabische Top-Level-Domain .امارات / .imārāt (.xn--mgbaam7a8h in Punycode), die Adressen in arabischer Schrift ermöglicht.

## Geschichte
Die Endung wurde am 1. Dezember 1992 eingeführt und zunächst vom amerikanischen Unternehmen UUNET verwaltet. Im Jahr 1995 übernahm der Internetdienstleister Etisalat den Betrieb und firmierte im Zuge dessen unter der Marke UAEnic. Erst Anfang 2008 ging .ae auf die staatliche Regulierungsbehörde für Telekommunikation (Telecommunication Regulatory Authority, kurz TRA) über, in deren Zuständigkeit sich .ae bis heute befindet. Zweck des Wechsels war es nach offiziellen Angaben, die Verbreitung von .ae-Domains zu fördern.
Die Unterstützung internationalisierter Domainnamen wurde bereits im Jahr 2004 durch UAEnic angestoßen. Das Unternehmen entwickelte die dafür notwendige technische Plattform gemeinsam mit den Betreibern der länderspezifischen Top-Level-Domains von Katar (.qa) und Saudi-Arabien (.sa).

## Eigenschaften
Insgesamt darf eine .ae-Domain zwischen 2 und 63 Zeichen lang sein und keine Umlaute beinhalten. Die Vergabe erfolgt vollkommen automatisiert und eine .ae-Domain kann in Echtzeit registriert werden.
Domains werden sowohl auf zweiter, als auch auf dritter Ebene vergeben. Auf zweiter Ebene ist die Domain offen für alle natürlichen oder juristischen Personen. Domains unterhalb der dritten Ebene sind vorbehalten für Unternehmen, Organisationen oder staatliche Behörden in den Vereinigten Arabischen Emiraten. Es existieren folgende Second-Level-Domains:
- .ac.ae für Bildungsinstitutionen
- .co.ae für Unternehmen
- .gov.ae für die Regierung
- .mil.ae für das Militär
- .net.ae für Internet Service Provider
- .org.ae für gemeinnützige Organisationen
- .sch.ae für Schulen

## Weblink
- Offizielle Website der Vergabestelle TRA